# Dahana (Gunungsitoli Idanoi)
Dahana is een bestuurslaag in het regentschap Gunungsitoli van de provincie Noord-Sumatra, Indonesië. Dahana telt 994 inwoners (volkstelling 2010).